# Maultier (Halbkettenfahrzeug)
Maultier steht für eine Fahrzeugklasse von Gleisketten-Lastkraftwagen mit einem Halbkettenlaufwerk im Zweiten Weltkrieg, die für die Bedürfnisse der deutschen Wehrmacht an der Ostfront entwickelt wurde. Zumeist wird die Bezeichnung Sonderkraftfahrzeug 3 (Sd.Kfz. 3) als Synonym verwendet, gehört demnach zur Gruppe der Sonderkraftfahrzeuge. Die 4,5-t-Variante wurde teils als Sd.Kfz. 4, teils als Sd.Kfz. 3/5 bezeichnet. Sonderkraftfahrzeug 4/1 hieß eine gepanzerte Ausführung des Zweitonnen-Maultier mit aufmontiertem Nebelwerfer.

## Hintergrund
Im Sommer 1941 begann die Wehrmacht mit dem „Unternehmen Barbarossa“ und griff mit der Masse ihrer Kräfte und gemeinsam mit einigen Verbündeten die Sowjetunion an. Nachdem bisherige Feldzüge durch die neuen Taktiken und die Organisation der deutschen Streitkräfte schnell abgeschlossen werden konnten, rechnete man für diese Operation ebenfalls mit einem schnellen Sieg, da im Verhältnis zu den ca. 180 angreifenden deutschen Divisionen nach deutscher Auffassung nur mit 50 bis 75 guten sowjetischen Divisionen zu rechnen war.
Die Widerstandskraft der sowjetischen Verbände, ihre Ausrüstung und die Weite des sowjetischen Raumes waren unterschätzt worden und als im Herbst 1941 die Schlammperiode begann, war ein Sieg in weite Ferne gerückt. Die motorisierten Verbände steckten buchstäblich fest. Nur noch Kettenschlepper und Halbketten waren in der Lage, unter diesen Bedingungen die Versorgung der Wehrmacht im Osten zu bewerkstelligen, doch davon gab es viel zu wenige und die anfänglich erbeuteten russischen Schlepper fielen nach und nach durch Ersatzteilmangel aus. Festgefahrene Fahrzeuge wurden zudem zu einem leichten Ziel für den Gegner und gingen dadurch vollständig verloren. Um dies zu vermeiden, wurden Panzer, Schützenpanzer und schwere Halbkettenfahrzeuge der Artillerie zum Schleppdienst im Hinterland eingesetzt.
Die deutschen Schützenpanzer vom Typ Sd.Kfz. 250 und Sd.Kfz. 251 basierten auf den gleichen Fahrwerksbauteilen wie die leichten Zugmaschinen vom Typ Sd.Kfz. 10 und Sd.Kfz. 11, daher schränkte die Fertigung des einen Fahrzeugs die Produktion des anderen Typs ein. Auch dies war ein Grund dafür, Lastkraftwagen mit Halbkettenlaufwerken zu versehen.
Die einzelnen Fahrzeugarten und Herstellertypen sind oft nur an Details zu unterscheiden. Nachfolgend ein Überblick dazu.

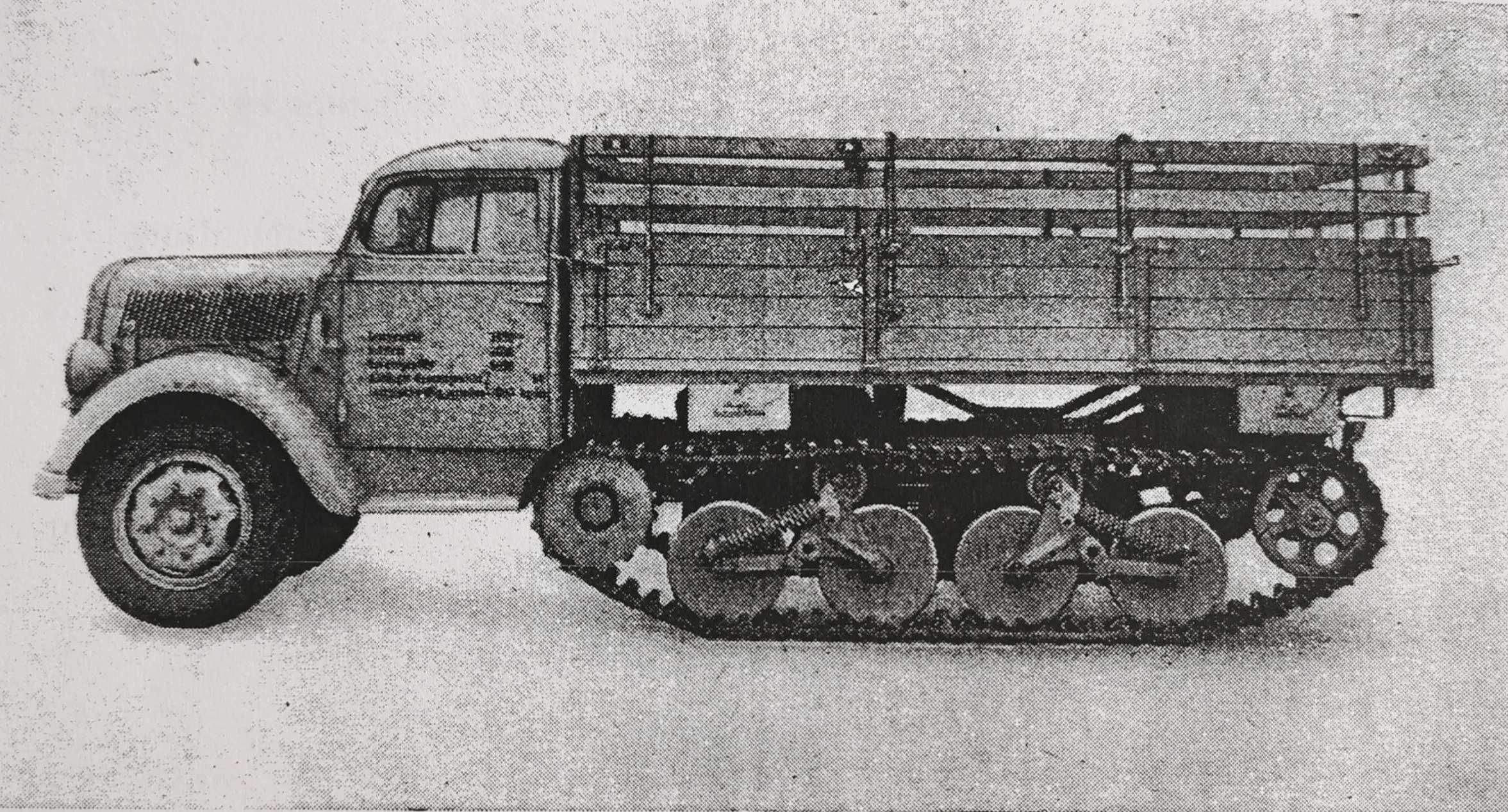
2-t-Gleisketten-Lkw (Maultier, Sd. Kfz. 3), Hersteller Opel
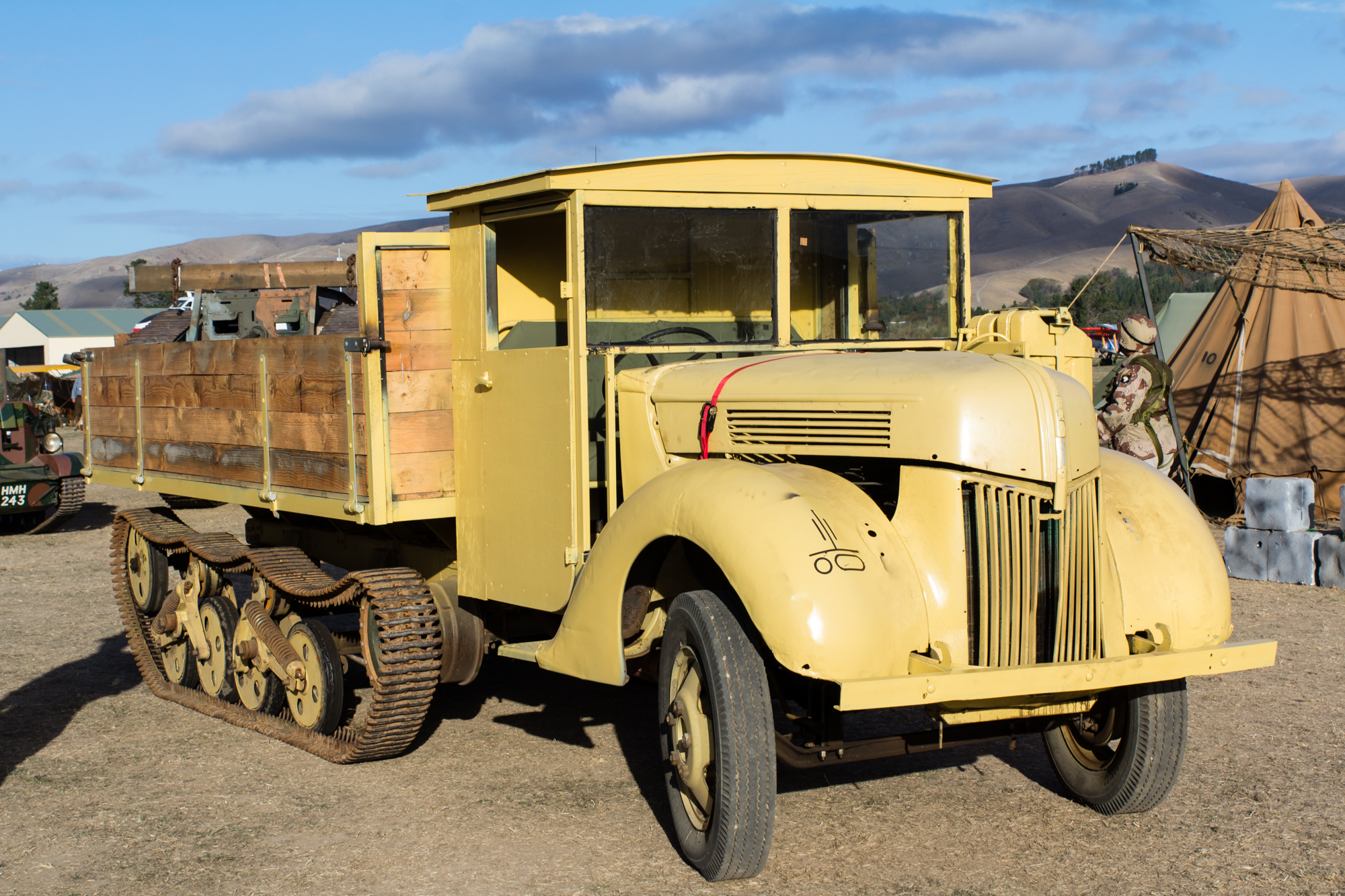
2-t-Gleisketten-Lkw (Maultier, Sd. Kfz. 3), Hersteller Ford
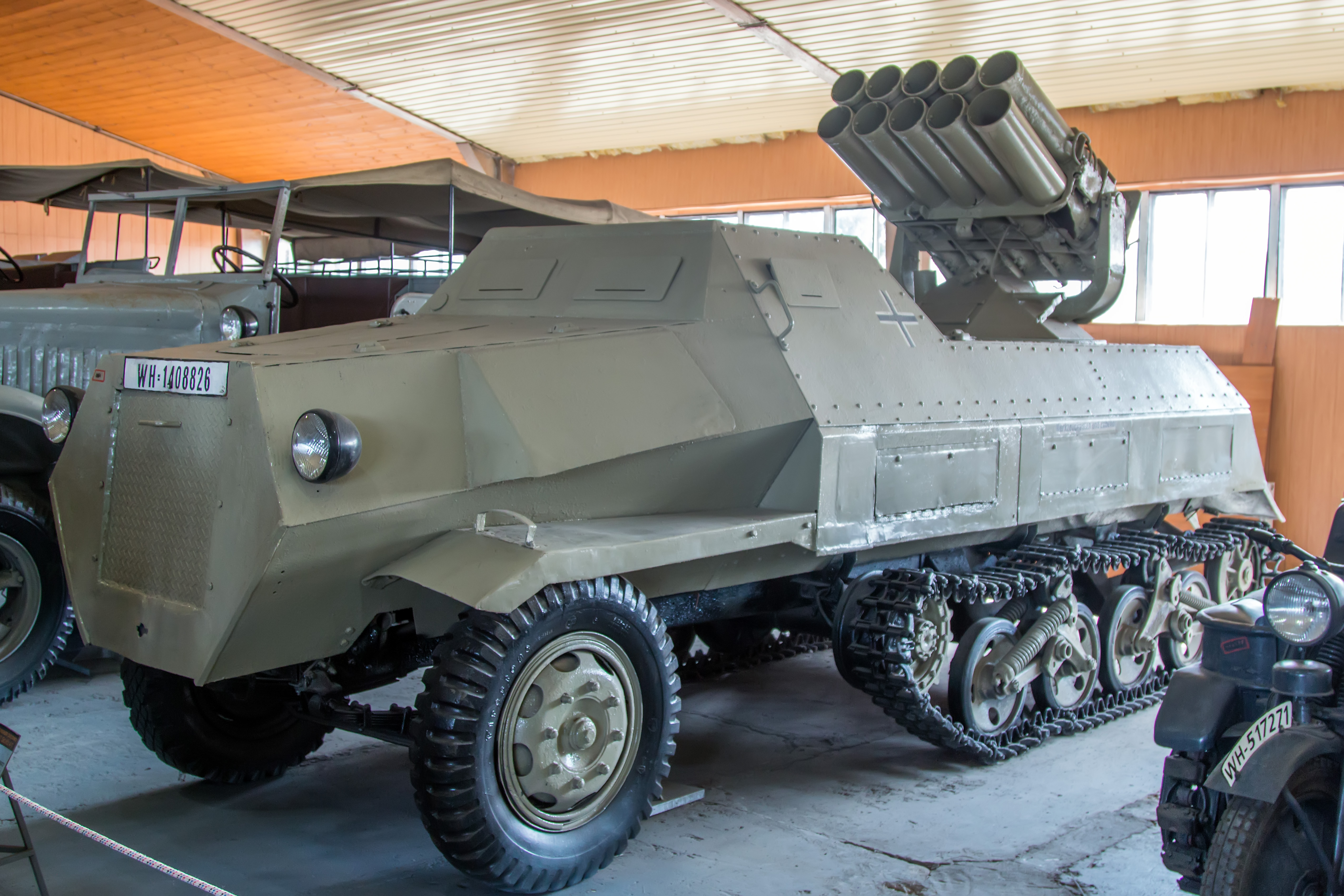
2-t-Gleisketten-Lkw, Panzerwerfer 42, Sd.Kfz. 4/1 auf Opel Fahrgestell
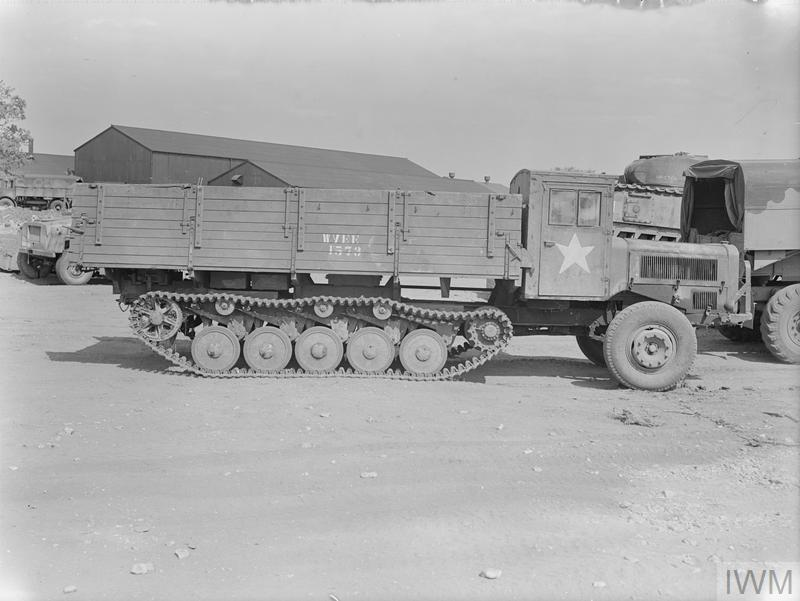
3-t-Gleisketten-Lkw, (Maultier, Sd. Kfz. 4), Hersteller Mercedes

## Entwicklung

### 2-t-Gleisketten-Lkw
Unter der Führung von Dr. Hähnlein wurde 1942 ein Sonderausschuss „Maultier“ gebildet, der sich mit der Entwicklung und Produktion eines Halbketten-Lastkraftwagens befassen sollte. Die deutsche Rüstungsindustrie griff auf Erfahrungen aus verschiedenen Projekten zurück. So hatte beispielsweise Daimler-Benz in den Jahren 1937 bis 1938 ein Fahrzeug mit der Typenbezeichnung LR 75 entwickelt, das für den zivilen Einsatz gedacht war. Doch wurden nur 25 Fahrzeuge dieses Typs gebaut.
Relativ schnell war klar, dass die Standard-Lkw der 3-Tonnen-Klasse, die am häufigsten in den aktuellen Kriegsstärkenachweisen des Jahres 1942 zu finden waren, der Ausgangspunkt des Projektes sein sollten. Außerdem war das Problem bei den 4×4-Fahrzeugen geringer als bei den 4×2-Fahrzeugen, so dass die S-Varianten zugrunde gelegt wurden. Also wurden die Fahrwerkskonzepte mit dem Magirus S 3000, dem Ford V 3000 S, dem Opel Blitz 3,6-36 S und dann auch mit dem Mercedes L 4500 S erarbeitet.
Basierend auf den Forderungen entwickelte die Firma Opel ein eigenständiges Gleisketten-System, mit dem die Hinterachse des S-Typ-Lkw auch bei existierenden Fahrzeugen im Baukastenprinzip ersetzt werden konnte. Mit einer verkürzten Antriebswelle wurden über eine Achse mit Differential die vorne liegenden Antriebsräder angetrieben. Zwei mit Blattfedern versehene bewegliche Räderpaare bildeten die Laufräder und die Umlenkrolle saß verhältnismäßig tief. Oben liefen die vom Panzerkampfwagen I stammenden Ketten über zwei Stützlaufrollen.
Doch auch die Waffen-SS hatte schon im Winter 1941/42 nach einer Lösung für das Transportproblem gesucht und einige Ford-Lkw mit einem Laufwerk versehen, das teils von erbeuteten britischen Universal Carriern stammte, und präsentierte nun diese Lösung. Die von der Waffen-SS umgebauten Fahrzeuge gingen genauso wie die Opel-Fahrgestelle in eine umfassende Erprobung. Die Erprobung in Berka durch das Heeres-Waffenamt verlief tendenziell zugunsten des Opel-Entwurfs, der einige Vorteile mit sich brachte. Schwierigkeiten zeigten sich beim SS-Laufwerk im Hinblick auf das Getriebe, diese waren jedoch lösbar.
Produziert wurde schließlich nur das Fahrwerk entsprechend der Waffen-SS-Ausführung. Aus welchem Grund letztlich der Entwurf der Waffen-SS umgesetzt wurde, konnte anhand vorliegender Unterlagen noch nicht geklärt werden.
Die Fahrzeuge erhielten eine Ergänzung in der Typenbezeichnung /SSM (z. B. Ford V 3000 S/SSM), um die Abweichung in der Fahrwerkskonstruktion ersichtlich zu machen.

### Daimler-Benz L 4500 R

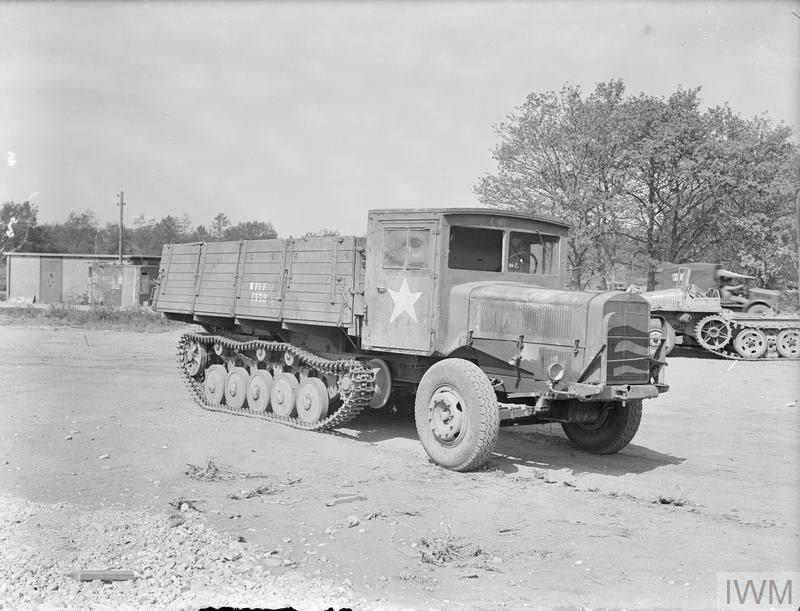
Mercedes-Benz L 4500 R, Maultier 4,5 t als amerikanisches Beutefahrzeug in Erprobung

Ab 1939 hatte Daimler-Benz für die Wehrmacht den Typen L 4500 S gefertigt. Hinzu kam 1941 die Allrad-Variante L 4500 A.
Das Auftreten der neuen sowjetischen Panzertypen an der Ostfront hatte die Forderung einer Panzerabwehrkanone im Kaliber 8,8 cm zur Folge. Diese sollte möglichst an viele Panzerjägerabteilungen ausgegeben werden. Doch fehlte es an Zugfahrzeugen, da der geplante schwere Wehrmachtsschlepper, der die 5-t-Zugmaschine Sd.Kfz. 6 ablösen sollte, noch nicht verfügbar war. Man fragte bei Daimler-Benz und Büssing-NAG an, ob diese die Lastkraftwagen der 4,5-t-Reihe mit einer Gleiskette versehen könnten.
Beide Unternehmen legten Entwürfe vor und Daimler erhielt letztlich einen Erstauftrag über 600 Fahrzeuge. Der Daimler-Entwurf basiert im Wesentlichen auf einer Anpassung von Teilen des Panzerkampfwagen-II-Laufwerks an das Fahrgestell des L 4500 S. Die ersten Fahrzeuge wurden im August 1940 ausgeliefert und bis ins Jahr 1944 wurden letztlich 1480 Fahrzeuge des Typs produziert.
Das Nachfolgefahrzeug Schwerer Wehrmachtschlepper wurde ab Dezember 1943 bis Kriegsende von Büssing-NAG und der Ringhoffer-Tatra Werke AG produziert.

## Varianten
Um ausreichende Produktionszahlen bei den Gleiskettenschleppern zu erreichen, wurden wie zuvor beschrieben verschiedene Hersteller in die Produktion eingebunden:

### Typen
- Sd.Kfz. 3a - Opel im Werk Brandenburg
- Sd.Kfz. 3b - Ford in Köln
- Sd.Kfz. 3c - Magirus (Klöckner-Humboldt-Deutz)
- Sd.Kfz. 3/4 - Sanitätskraftwagen (Hersteller unabhängig) / auf Ford- und Opel-Fahrgestell - enthalten in der Gesamtproduktionszahl
- Sd.Kfz. 3/5 oder Sd.Kfz. 4 Mercedes 4,5 t - Maultier

### Sd.Kfz. 4

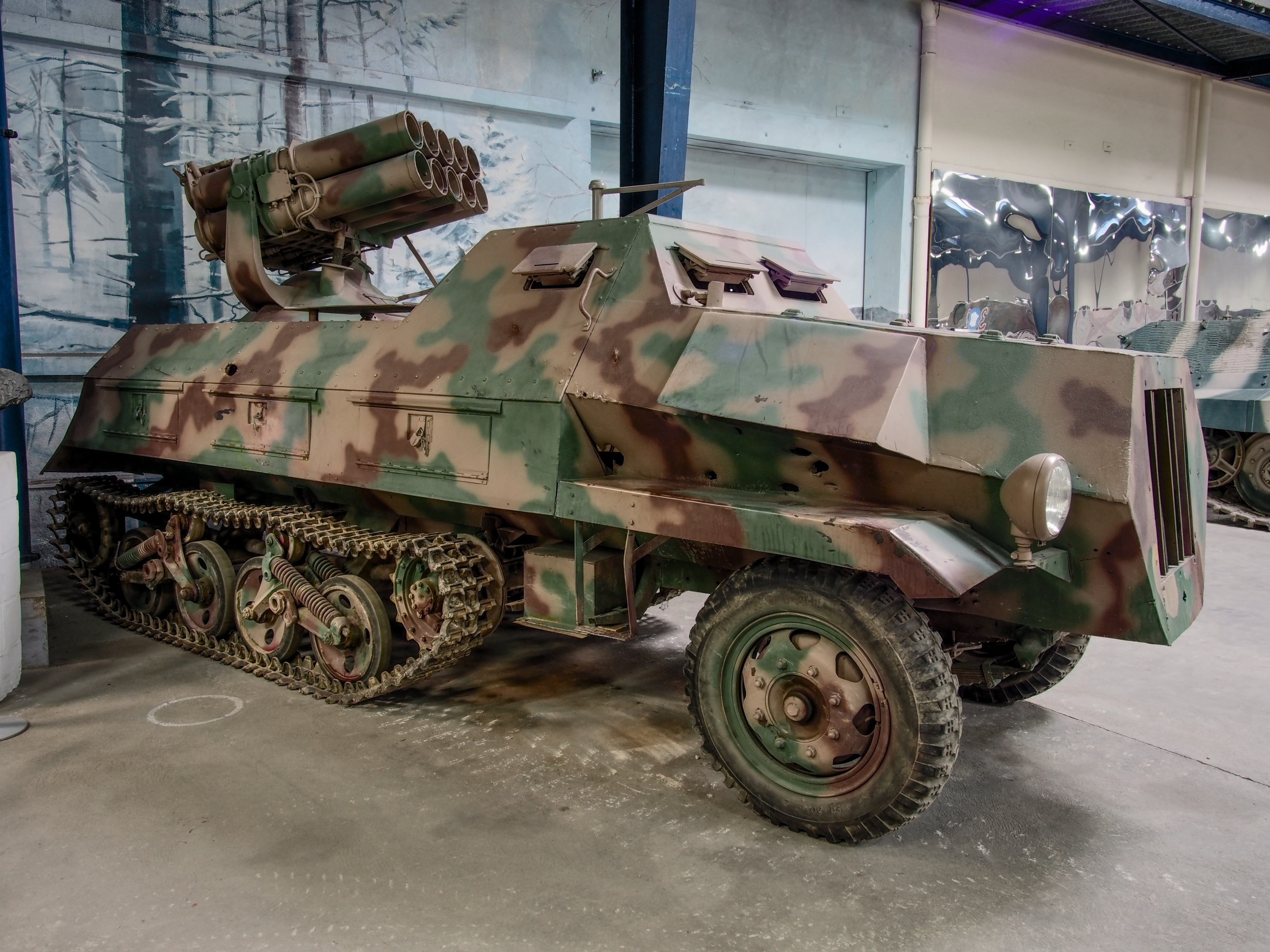
Sd.Kfz. 4/1, Panzerwerfer 42, auf Opel Fahrgestell

Die Bezeichnung Sonderkraftfahrzeug 4 findet sich nur
- in der Typenbezeichnung für das 4,5-Tonnen-Maultier von Daimler-Benz, dieses Fahrzeug wird aber auch als Sd.Kfz. 3/5 bezeichnet
- in der Form „Sd.Kfz.4/1“ für den 15-cm-Panzerwerfer 42 auf Selbstfahrlafette, der nach der offiziellen Einführung als 15-cm-Panzerwerfer 42 geführt wird. Von diesem Fahrzeug gab es eine Variante als Munitionsschlepper, die die gleiche Sonderkraftfahrzeugnummer (Sd.Kfz. 4/1) trug und bei Bedarf jederzeit zum Werfer umgebaut werden konnte.

## Einsatz
Der Grundgedanke bei der Entwicklung der Maultier-Fahrzeuge war es, ein Fahrzeug zu schaffen, das den spezifischen Gelände- und Straßenverhältnissen der Ostfront in den feuchten Jahreszeiten standhält. So sollten Zuweisungen nur an Einheiten im Osteinsatz erfolgen.

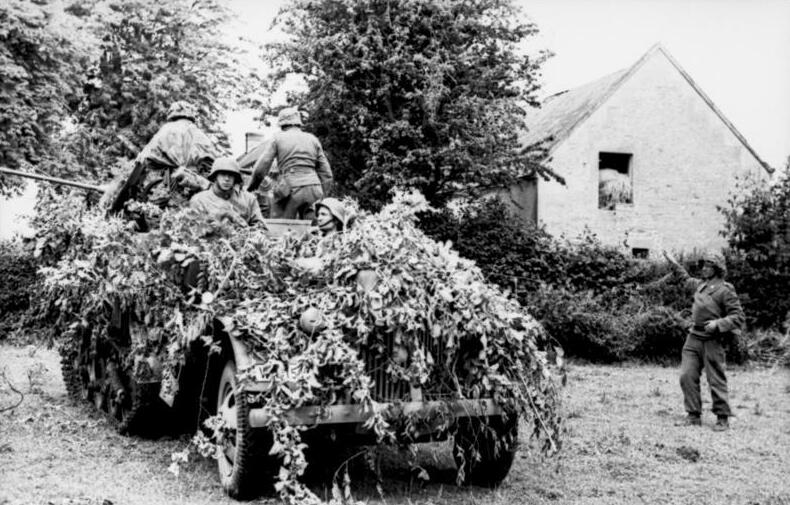
Getarntes „Maultier“ in Nordfrankreich 1944

Die Maultiere sollten hierbei in der Pritschenversion die Aufgabe der regulären Lastkraftwagen übernehmen, also Versorgung mit Nachschubgütern wie Munition und Lebensmitteln, als Zugfahrzeug für leichte Geschütze der Infanterie-Verbände, Truppentransport, Transport von Pioniergerät (z. B. Minen, Stacheldraht) und nicht zuletzt für den Transport von Verwundeten dienen. Betrachtet man die Zuteilungen, wurde die Munitionsversorgung als wichtigste Aufgabe gesehen. Motorisierte Verbände, wie Panzer-Divisionen, Panzerjäger und Sturmgeschütz-Einheiten, erhielten häufig eine Staffel von sechs Maultieren.
Häufig wurden die Fahrzeuge als Ersatz für die Halbkettenschlepper Sd.Kfz. 10 und Sd.Kfz. 11 an Einheiten mit Geschützen ausgegeben. So waren Verbände mit 7,5-cm-Pak 40, 7,62-cm-Pak 36, 10,5-cm-leichter Feldhaubitze 18 und auch 12-cm-Granatwerfern ab 1943 häufiger mit Maultieren ausgerüstet. Sollte eine schwere 8,8-cm-Pak gezogen werden, griff man auf die 4,5-t-Maultiere zurück.
Auch die Luftwaffe erhielt für mobile Einheiten mit 2-cm-Flak und 3,7-cm-Flak diese Fahrzeuge. Sehr häufig wurden die Geschütze dann auf der Ladefläche montiert, um sofortige Feuerbereitschaft auf dem Marsch und beim Halt der Kolonne zu haben. Während dies mit der einzelnen 2-cm-Flak auf dem 2-t-Maultier sicher unproblematischer war, stellten die 1,5-t einer 3,7-cm-Flak zuzüglich Ausrüstung und Munition schon eine vollständige Ausnutzung der Nutzlast dar. Kamen dann noch drei bis vier Mann hinzu, war das Fahrzeug vermutlich deutlich überladen, was zu Lasten des Fahrwerks ging.
Auf zahlreichen Bildern ist die Verwendung mit geschlossenen Aufbauten belegt. Hierbei wurden sowohl Einheitskoffer als auch individuelle Holzaufbauten verwendet. Typische Verwendungen der Einheitskoffer waren die Sanitätskraftwagen (Sd.Kfz. 3/4), Funkwagen und Werkstattwagen. Bei den genormten Einheitskoffern wurde die Pritsche wie beim normalen Lastkraftwagen entfernt und der genormte Kofferaufbau an deren Stelle gesetzt.

## Produktion und Stückzahlen

### Bisheriger Quellenstand
Über die Stückzahlen der gefertigten Zweitonner-Maultier-LKW gehen die Quellen stark auseinander:
- Oswald nennt ca. 4.000 Opel Blitz, 13.952 Ford und 1.740 KHD[8], also zusammen 19.692 Stück. Davon sollen 1.635 Stück 1942, rund 13.000 im Jahr 1943 und 7.310 Stück 1944 gebaut worden sein[9], was zusammen 21.945 Stück ergäbe (also 2253 Stück mehr als bei Addition der Typen bei den einzelnen Firmen). Letztere Zahlen dürften aus Boelcke abgeschrieben sein[10].
- Spielberger nennt 4.000 Opel, ca. 14.000 Ford und ca. 2.500 KHD,[11] also zusammen etwa 20.500 Stück und scheint sich damit (mit der Ausnahme von KHD) an Oswald zu orientieren. Im Band „Beute-Kraftfahrzeuge“ beziffert Spielberger die in den niederländischen Ford-Werken (bei Amsterdam) gebauten Maultiere wie folgt: 97 Stück 1942, 2703 Stück 1943 und 1617 Stück bis 31. August 1944[12].
- Baschin nennt rund 4.000 Opel, 14.000 bis 15.000 Ford (davon 1.000 im französischen Ford-Werk Poissy) und 1.747 bis 2.500 KHD[13], fasst also die bei Oswald bzw. Spielberger publizierten Zahlen zusammen.
- Pat Ware nennt über 20.000 Maultiere, davon 13.952 Stück bei den Ford-Werken in Köln und Amsterdam, von diesen 13.952 Stück wiederum 1.000 in Asnières[14], scheint sich also ebenfalls an Oswald zu orientieren.
- Hahn gliedert nicht nach Herstellern und nennt 635 Stück für 1942, 14.691 Stück für 1943 (zuzüglich 244 Panzerwerfern und 183 Munitionsfahrzeugen) und 6.634 Stück zuzüglich 52 Panzerwerfern und 68 Munitionsfahrzeugen für 1944[15], also zusammen 21.960 Stück zuzüglich 547 Panzerwerfer und Munitionsfahrzeuge.
- Augustin beziffert in seiner Werksgeschichte zu Magirus-Deutz die Zahl der KHD-Maultiere mit 1741 Stück[16]
- In den Akten des Bundesarchivs gibt es vom 29. Dezember 1944 eine Zusammenstellung der seit 1940 jährlich von der Wehrmacht abgenommenen sowie der an die Wirtschaft und für Exportzwecke ausgelieferten LKW, gegliedert nach Nutzlastklassen, diese weist für 1942 keine 2-Tonnen-Maultiere aus, 10.493 Stück für 1943 und 7310 Stück für 1944[17].
- The United States Strategic Bombing Survey[18]

Die widersprüchlichen Angaben mögen teilweise damit zusammenhängen, dass zumindest die Opel-Maultiere durch Umbau vorhandener LKW – offensichtlich in der Kraftfahrtechnischen Versuchsabteilung Oranienburg – entstanden, indem die Hinterachse des Opel Blitz Dreitonners durch ein anderen Ortes hergestelltes Kettenlaufwerk ersetzt wurde. So werden in einem Schreiben vom 14. Mai 1943 insgesamt 700 von August bis einschl. Dezember 1942 vom Opel-Werk Brandenburg an Oranienburg abgegebene Fahrzeuge genannt, davon will Oranienburg wiederum 450 Stück an Stoewer in Stettin bzw. die Auto Union AG, Werk Spandau (Berlin) zur Durchführung des Umbaus weitergeleitet haben, im November 1942 wurden 35 und im Dezember 1942 insgesamt 156 Stück vermutlich fertig umgebaute Fahrzeuge abgenommen. Ähnlich haben sich offenbar an der Ford-Maultier-Produktion auch Ford France sowie das niederländische Ford-Montagewerk beteiligt. Schließlich wurden zahlreiche Maultiere vor oder nach ihrem Umbau noch mit besonderen Aufbauten (Funk-, Sani- etc.) bei speziellen Aufbau-Firmen versehen, was ebenfalls zur Verwirrung beitrug: Die Kraftfahrzeughersteller meldeten diese Fahrzeuge als fertiggestellt, die Wehrmacht meldete aber noch keine Abnahme, weil der durch Karosseriebauunternehmen wie z. B. Gaubschat und Gläser herzustellende Aufbau noch fehlte.

### Zahlen zur Abnahme aus dem Bundesarchiv
Im Bundesarchiv finden sich zur Abnahme von Maultier-Halbkettenfahrzeugen durch die Wehrmacht folgende, nach Monaten heruntergebrochene, Stückzahlen:
| Mon/J. | 10/42 | 11/42 | 12/42 | 1942 | 1/43 | 2/43 | 3/43 | 4/43 | 5/43 | 6/43 | 7/43 | 8/43 | 9/43 | 10/43 | 11/43 | 12/43 | 1943   |
| ------ | ----- | ----- | ----- | ---- | ---- | ---- | ---- | ---- | ---- | ---- | ---- | ---- | ---- | ----- | ----- | ----- | ------ |
| Ford   | ?     | ?     | ?     |      | ?    | 129  | 896  | 469  | 469  | 429  | 356  | 372  | 410  | 441   | 271   | 584   | 4.826  |
| Opel   | 0     | 35    | 156   | 191  | 84   | 120  | 260  | 403  | 286  | 315  | 340  | 345  | 399  | 650   | 493   | 360   | 4.055  |
| KHD    | ?     | ?     | ?     |      | ?    | 150  | 150  | 142  | 150  | 96   | 200  | 302  | 111  | 206   | 5     | 0     | 1.512  |
| Summe  |       | 35    | 156   | 191  | 84   | 399  | 1306 | 1014 | 905  | 840  | 896  | 1019 | 920  | 1297  | 769   | 944   | 10.493 |

| Mon/J. | 1/44 | 2/44 | 3/44 | 4/44 | 5/44 | 6/44 | 7/44 | 8/44 | 9/44 | 10/44 | 11/44 | 12/44 | 1/45 | 1944  |
| ------ | ---- | ---- | ---- | ---- | ---- | ---- | ---- | ---- | ---- | ----- | ----- | ----- | ---- | ----- |
| Ford   | 380  | 410  | 410  | 408  | 267  | 200  | 189  | .    | .    | .     | .     | .     | .    | 2.264 |
| Opel   | 790  | 609  | 676  | 645  | 402  | 381  | 306  | .    | .    | .     | .     | .     | .    | 3.809 |
| Summe  | 1170 | 1019 | 1086 | 1053 | 669  | 581  | 495  | 820  | 379  | 34    | 4     | 0     | 15   | 7.325 |

### Zahlen zur Produktion aus dem Bundesarchiv
Daneben gibt es – allerdings nur zu den Maultieren der Firma Ford und erst ab November 1943 – eine Statistik zur Produktion der Ford Maultiere:
| Mon/J. | 11/43 | 12/43 | 1/44 | 2/44 | 3/44 | 4/44 | 5/44 | 6/44 | 7/44 | 8/44 | 9/44 | 10/44 | 11/44 | 12/44 | Summe |
| ------ | ----- | ----- | ---- | ---- | ---- | ---- | ---- | ---- | ---- | ---- | ---- | ----- | ----- | ----- | ----- |
| Ford   | 876   | 997   | 903  | 1027 | 1018 | 878  | 749  | 436  | 497  | 520  | 166  | 30    | 0     | 0     | 8.097 |

Produktion ist die Herstellung des Werkes (hier: Maultier-LKW) durch den Produzenten (hier: Ford), Abnahme ist die rügelose Entgegennahme des fertigen Werkes durch den Besteller (hier: die Wehrmacht). Die Abnahme erfolgt logischerweise erst nach der Herstellung, und nicht jedes produzierte Fahrzeug wird abgenommen: Es gibt Fahrzeuge, die der Produzent für eigene Zwecke benötigt, ferner solche, die der Besteller wegen zu großer Mängel nicht abnimmt und solche, die zwischen Produktion und Abnahme (z. B. durch einen Bombenangriff) zerstört werden. Hier dürfte Ford nur ganz wenige Stücke zu Testzwecken einbehalten haben, und auch wegen Mängeln zunächst nicht abgenommene Fahrzeuge werden nach Beseitigung der Mängel im Folgemonat abgenommen worden sein. Auch der Verlust zwischen Fertigstellung und Abnahme kann allenfalls in den letzten Kriegstagen merklich zu Buche geschlagen haben (als ohnehin keine Maultiere mehr gefertigt wurden): Er erklärt nicht z. B. bei Ford die ca. 40 % Differenz zwischen Produktion und Abnahme z. B. in den Monaten November und Dezember 1943.

### Auswertung der Zahlen
Die Zahlen zur Abnahme aus dem Bundesarchiv weisen für das Jahr 1942 und den Januar 1943 Lücken auf; offenbar wurde vor Februar 1943 nur bei Opel eine gesonderte Statistik für die Abnahme von Maultieren geführt. Im November 1943 lief die Maultierherstellung bei KHD aus, 1944 ist kein KHD-Maultier mehr hergestellt worden. Ab August 1944 wird bei der Abnahme von Maultieren nicht mehr nach Herstellern unterschieden. Dies war teilweise dadurch berechtigt, dass am 6. August 1944 das Opelwerk Brandenburg durch einen Bombenangriff so schwer getroffen wurde, dass es für die weitere Produktion bis Kriegsende ausfiel. Andererseits macht die Produktionsstatistik zu den Maultieren von Ford deutlich, dass ohnehin die Maultier-Produktion beendet werden sollte: Der Feind erreichte im Osten die Reichsgrenzen, die russische Wegelosigkeit gab es nicht mehr, Maultiere wurden daher nicht mehr benötigt: „Normale“ Dreitonner waren weniger aufwendig in der Herstellung, hatten eine um eine Tonne höhere Nutzlast, verbrauchten weniger Treibstoff, und das für die Fahrzeuge ursprünglich nicht vorgesehene Halbketten-Laufwerk hatte die Maultiere erheblich erhöhtem Verschleiß durch zusätzliche Belastung ausgesetzt.

### Die einzelnen Maultier-Firmen
KHD: Es wurden insgesamt zwischen 1740 und 1750 Stück – je nach Quelle – hergestellt. Im Bundesarchiv ist nur die Abnahme von 1512 Stück nachgewiesen. Die Differenz (ca. 230 bis 240 Stück) muss Ende 1942 und im Januar 1943 abgenommen und damals bei den „normalen“ KHD S 330 bzw. S3000 mitgezählt worden sein. Angesichts der Abnahme von 150 Stück im Februar 1943 mögen 100 Stück im Januar 1943 und 130 Stück in den letzten Monaten des Jahres 1942 hergestellt worden sein. Die Schätzungen von Spielberger (2500 Stück) liegen eindeutig zu hoch und werden durch keinerlei Quellen belegt.
Opel: Oswald hat die Stückzahl der gebauten Opel um 100 % zu niedrig geschätzt – und alle, die von ihm abgeschrieben haben, mit ihm: Es wurden mindestens 8055 Opel Maultiere hergestellt, wahrscheinlich noch einige mehr: Als das Opel-Werk am 6. August 1944 zerstört wurde, befanden sich sicher noch etliche Dreitonner aus der Juli-Produktion zum Umbau zu Maultieren in Spandau bzw. Stettin, ebenso bei diversen Aufbau-Herstellern: Angesichts einer Abnahme von 306 Stück im Juli 1944 sind die im August abgenommenen Fahrzeuge auf mindestens 200 zu schätzen (die in der Gesamtzahl von 820 abgenommenen Maultieren enthalten sind), wir können also von rund 8250 (±50) gebauten Opel Maultieren ausgehen, davon 191 im Jahr 1942, 4.055 im Jahr 1943 und etwa 4000 im Jahr 1944. Darin eingeschlossen sind allerdings die überpanzerten Fahrzeuge mit Raketenwerfern und die zugehörigen Munitionstransporter, 427 Stück 1943 und 120 Stück 1944.
Ford: Wir haben eine unbekannt Zahl abgenommener Fahrzeuge im Jahr 1942 und im Januar 1943.
Im übrigen Jahr 1943 (ohne Januar) wurden 4826 Stück abgenommen.
Im Jahr 1944 wurden bis Juli 2.264 Stück abgenommen, wir können auch die im August 1944 bis Januar 1945 abgenommenen Maultiere (bis auf 200 Opel, s. o.) alle der Firma Ford zurechnen, sodass sich insgesamt etwa 3300 abgenommene Ford Maultiere für 1944 ergeben.
Im Januar 1945 wurden 15 Ford Maultiere abgenommen.
Die Gesamtsumme der abgenommenen Ford Maultier beträgt damit etwa 8140 Stück (ohne Abnahmen 1942 und Januar 1943). Nach Hahn (s. o.) wurden 1942 insgesamt 635 Maultiere (aller Fabrikate) abgenommen; zieht man davon 191 Opel und ca. 130 KHD ab, so verbleiben rund 315 Ford Maultiere für 1942, die Zahl der im Januar 1943 gebauten kann angesichts einer durchschnittlichen monatlichen Abnahme von 440 Stück im übrigen Jahr 1943 auf mindestens 300 Stück geschätzt werden. Damit errechnen sich etwa 8750 abgenommene Ford-Maultiere insgesamt. Die Gesamtzahl aller nach obigen Statistiken abgenommenen Maultiere betrüge also ca. 1750 KHD + ca. 8250 Opel + ca. 8750 Ford = ca. 18.750 Stück.  Dem stehen die Zahlen zur Gesamtproduktion bei Hahn (21.960 + 508 Panzerwerfer = 22.468)  und bei Oswald (21.945) gegenüber, also wären etwa 3200 bis 3.700 Exemplare mehr produziert als abgenommen. Indessen wurden die Maultiere von Ford ja nicht nur in Deutschland, sondern auch in Frankreich und den Niederlanden gebaut. Und offenbar umfassen die seit November 1943 produzierten Ford gemäß der oben angeführten Liste nicht nur die deutschen, sondern auch die niederländischen und französischen Ford, deren Abnahmemeldungen aus irgendeinem Grunde nicht erhalten sind, ebenso wie die monatlichen Produktionsmeldungen von 1942 bis einschließlich Oktober 1943 im Bundesarchiv fehlen. Genaueres wird allenfalls die Nachschau in weiteren Archiven (Bundesarchiv-Militärarchiv oder Ford-Werksunterlagen ?) klären können.

### Daimler-Benz 4,5 to Maultier
Hier ist die Quellenlage denkbar eindeutig, allenthalben werden 554 Stück für 1943 und 886 Stück für 1944 genannt, deren Abnahme sich nach Monaten ausweislich der oben zitierten Akten aus dem Bundesarchiv wie folgt auf die Monate September 1943 bis Juli 1944 verteilt:
| Mon/J.         | 9/43 | 10/43 | 11/43 | 12/43 | 1943 | 1/44 | 2/44 | 3/44 | 4/44 | 5/44 | 6/44 | 7/44 | 1944 | Summe |
| -------------- | ---- | ----- | ----- | ----- | ---- | ---- | ---- | ---- | ---- | ---- | ---- | ---- | ---- | ----- |
| 4,5to Maultier | 80   | 100   | 180   | 194   | 554  | 200  | 206  | 200  | 10   | 190  | 48   | 32   | 886  | 1.440 |